# State contenti, umana gente, al quia

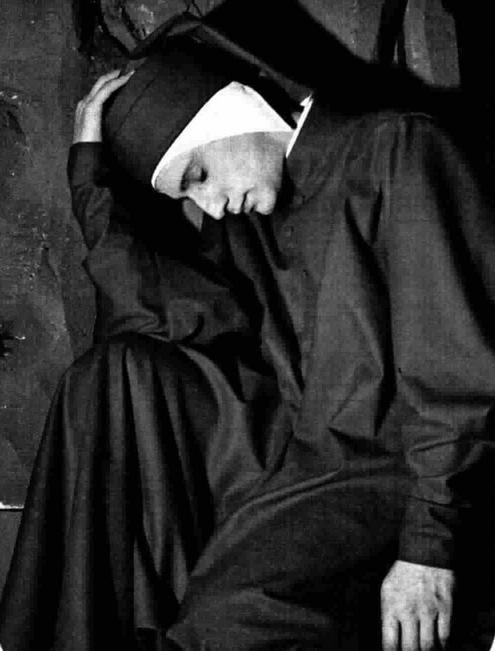
Dante impersonato dall'attore italiano Roberto Herlitzka

State contenti, umana gente, al 'quia' è un celebre passo della Divina Commedia, al verso 37 del III canto del Purgatorio di Dante: è l'invito a gioire di quel che è dato, della semplice constatazione dei fatti, anziché andare alla ricerca della loro essenza e di presunte cause servendosi soltanto delle forze di per sé insufficienti della ragione umana.

## Significato filosofico
Il verso, pronunciato da Virgilio, si inserisce nel clima ascetico penitenziale del Purgatorio: è l'ammonimento a non superare i limiti della Ragione, a seguito dello smarrimento di Dante che non vedendo l'ombra del suo maestro teme di essere stato abbandonato. 
Virgilio lo rassicura che non c'è da meravigliarsi se gli spiriti dei defunti non proiettano ombre, così come è un fatto, non svelato dalla Volontà divina, che le anime dei penitenti pur avendo corpi immateriali possano
patire tormenti fisici.

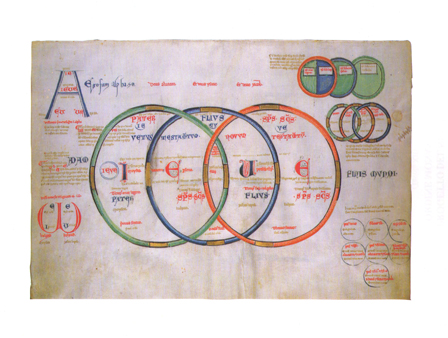
L'enigma della Trinità illustrato nel Liber figurarum del mistico calabrese Gioacchino da Fiore, uno dei più importanti ispiratori della Divina Commedia

Allo stesso modo resta celato il mistero insondabile della Trinità:
possa trascorrer la infinita via

che tiene una sustanza in tre persone.»
(Purgatorio, canto III, vv. 34-36)
Una ragione cioè che volesse comprendere l'arcano rapporto di processione per cui Dio è al contempo Uno e Trino, approcciandosi all'infinito con gli strumenti del finito, sarebbe «matta», ovvero cadrebbe per contrappasso nella follia e nell'irrazionalismo.
Segue quindi l'avvertimento:
ché se potuto aveste veder tutto,

mestier non era parturir Maria.»
(Purgatorio, canto III, vv. 37-39)
Il monito, dal profondo significato filosofico, è di restare ancorati alla fase della domanda, al chiedere il «perché», rinunciando alla pretesa illusoria di capire tutto colla Ragione individuale, perché altrimenti non sarebbe stata necessaria la grazia della Rivelazione impersonata da Gesù Cristo, elargita attraverso la Sua Incarnazione nel grembo della Vergine Maria, emblema del dono gratuito.

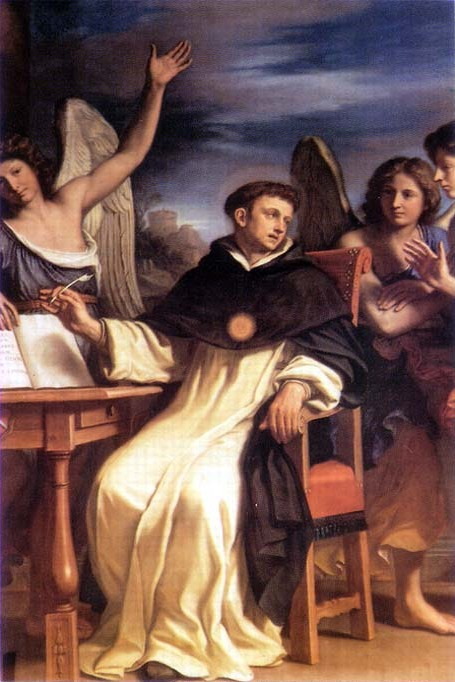
San Tommaso d'Aquino accoglie le verità rivelate dagli Angeli

Il termine latino quia, nel gergo filosofico della scolastica medioevale, e in particolare del tomismo, sottintendendo il verbo est serviva a ribadire in maniera tautologica l'esistenza di qualcosa solo «in quanto esiste» («quia est»), designando quelle realtà di fatto che per la loro evidenza non hanno bisogno di essere ulteriormente spiegate. 
Dante si richiama alla dottrina di Tommaso d'Aquino, secondo il quale con l'ausilio della ragione noi possiamo arrivare a conoscere il "quia est" di Dio («il fatto che Egli è») ma non il "quid est" («che cosa è»): l'essenza di Dio rimane oggetto di fede, oppure definibile solo per via negativa. Tommaso infatti affermava: «Siccome di Dio non possiamo sapere che cosa è, ma piuttosto che cosa non è, non possiamo indagare come Egli sia, ma piuttosto come non sia».
Il dato rivelato della fede, reso possibile dalla grazia operata da Maria, dà completezza e significato alla legittima ansia di ricerca della ragione, la cui grandezza consiste semmai nell'assumere un atteggiamento di umiltà intellettuale, riconoscendo la propria pochezza al cospetto dell'onnipotente Misericordia divina.
tai che sarebbe lor disio quetato,

ch'etternalmente è dato lor per lutto:

io dico d'Aristotile e di Plato.»
(Purgatorio, canto III, vv 40-43)
Virgilio prosegue riferendosi a coloro, come Platone e Aristotele, il cui desiderio di conoscenza sarebbe stato appagato dalla rivelazione cristiana, ma poiché dovettero basarsi sulle sole forze umane, questo medesimo desiderio paradossalmente per loro è diventato motivo di pena eterna. Dante non intende certo sminuire il valore dei pensatori antichi, essendo anzi lui stesso un devoto cultore di «donna Filosofia», bensì evidenziare la dannazione di quanti si ostinano nella ricerca di un sapere che può essere ottenuto unicamente come dono dall'alto.

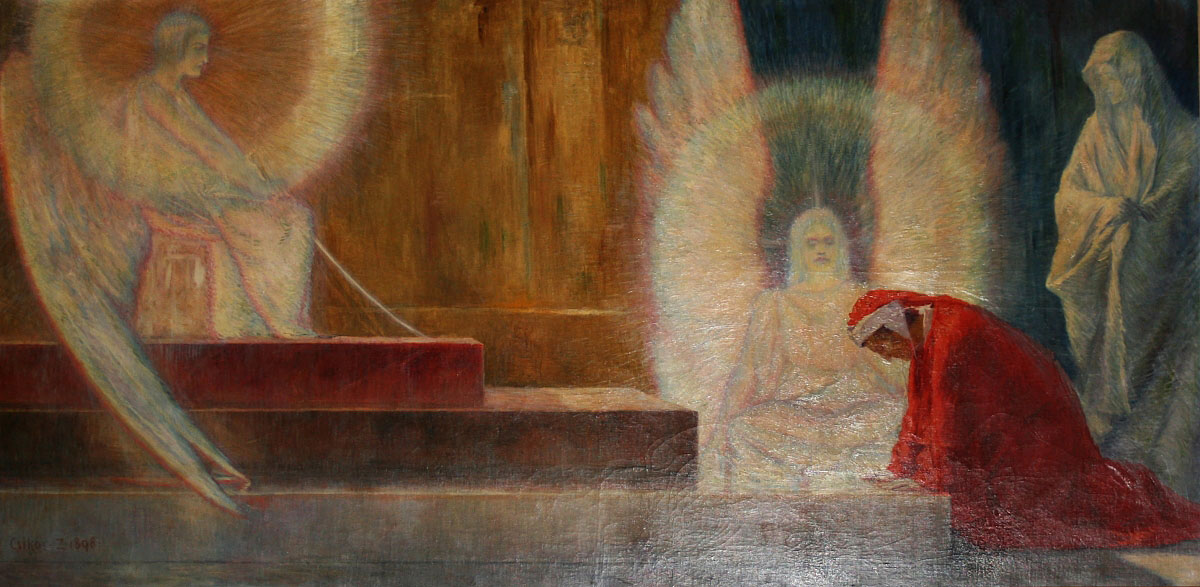
Contrizione di Dante nel Purgatorio

L'enigmaticità dei versi danteschi è accentuata dal fatto che a pronunciarli è Virgilio, allegoria della ragione, consapevole di far parte della moltitudine di coloro che, relegati nel Limbo, desiderano senza speranza, al punto che «qui chinò la fronte, / e più non disse, e rimase turbato».
Un significato filosofico affine a quello di State contenti umana gente al quia è presente nell'espressione, ricorrente nella cantica dell'Inferno, «Vuolsi così colà dove si puote quel che si vuole / e più non dimandare».